# Кузо Темелков
Кузо (Козма) Темелков е български просветен деец и революционер, деец на Вътрешната македоно-одринска революционна организация.

## Биография
Роден е в костурското село Тиолища, тогава в Османската империя, днес Тихио, Гърция. В 1883 година завършва I клас на Костурското българско училище „Св. св. Кирил и Методий“. Работи като учител в родното си село и се присъединява към ВМОРО. По нареждане на Васил Чекаларов убива помака разбойник от Гърлени Шемо Асанов.
Емигрира в Канада и става един от видните дейци на българската общност в Торонто. Темелков е сред основателите и пръв председател на българската църковна община в Торонто. През 1914 година към църквата „Свети Кирил и Методий“ се учреждава културно-образователното дружество „Просвета“, което основава училище, начело с учителя Кузо Темелков.